# 6167 Narmanskij
6167 Narmanskij eller 1979 QB10 är en asteroid i huvudbältet som upptäcktes den 27 augusti 1979 av den rysk-sovjetiske astronomen Nikolaj Tjernych vid Krims astrofysiska observatorium på Krim. Den har fått sitt namn efter Vladimir Y. Narmanskij.
Asteroiden har en diameter på ungefär 3 kilometer.